# Séreuse
 (avril 2020).
Si vous disposez d'ouvrages ou d'articles de référence ou si vous connaissez des sites web de qualité traitant du thème abordé ici, merci de compléter l'article en donnant les références utiles à sa vérifiabilité et en les liant à la section « Notes et références ».
Une membrane séreuse ou plus simplement une séreuse est le revêtement lisse des cavités du corps humain (thorax et abdomen). Elle est lisse, brillante, translucide et contient une fine couche de liquide.
Les principales séreuses chez l'humain sont la plèvre, le péritoine et le péricarde.
Les séreuses font partie des cavités cœlomiques (virtuelles) de l'organisme. Elles sont constituées d'un mésothélium et d'un tissu conjonctif aréolaire sous-jacent. Elles se composent de deux feuillets : un feuillet « externe » ou feuillet pariétal, attaché aux parois de la cavité, et un feuillet « interne » ou feuillet viscéral recouvrant les organes (ou viscères) de la cavité. Ces deux feuillets (pariétal et viscéral) délimitent une cavité « séreuse » (ou « sérique ») contenant le liquide « séreux » (ou « sérique ») (dont le nom dépend de celui de la séreuse observée).
On peut donner comme exemples de séreuses : le péricarde qui entoure le cœur, la plèvre qui enveloppe les poumons et le péritoine qui entoure certains organes pelviens et les organes abdominaux de l'appareil digestif (sauf l'œsophage, organe « thoracique » du tube digestif, dont la tunique externe est une adventice et non une séreuse car son tissu conjonctif aréolaire n'est pas recouvert d'un mésothélium).
Les feuillets pariétaux et viscéraux des séreuses péritonéales, pleurales et péricardiques dérivent au cours de l'embryogenèse humaine du mésoderme latéral (splanchnopleure et somatopleure intraembryonnaire)
Chez l'homme, une quatrième séreuse est présente : la vaginale testiculaire qui entoure les testicules.

## Structure
La séreuse est composée d'un mésothélium (épithélium pavimenteux simple) au-dessus d'un tissu conjonctif aréolaire sous-jacent. Cet épithélium pavimenteux simple comporte une membrane basale (lame basale + lame réticulaire) qui repose sur une couche sous-mésothéliale conjonctive, riche en fibres élastiques.

## Mésentère
En anatomie, le mésentère est un repli du péritoine reliant les anses de l'intestin grêle à la paroi postérieure de l'abdomen. Diverses pathologies peuvent se rencontrer dont l'infarctus mésentérique pour l'une des plus graves.

## Rôle
La fonction principale de la séreuse est le glissement.

## Pathologie
L'inflammation d'une séreuse est appelée sérite. Selon la séreuse, on parle de pleurite pour la plèvre, de péricardite pour le péricarde et de péritonite pour le péritoine. Par exemple, la sérite lupique du lupus érythémateux disséminé peut se manifester par une atteinte péricardique.
Les séreuses peuvent être le siège d'une infiltration tumorale soit primitive (mésothéliome), soit secondaire (métastase).
L'atteinte d'une séreuse peut s'accompagner d'un épanchement dans la cavité correspondante.